# Moti separatisti siciliani del 1945-1946
I Moti separatisti siciliani furono una serie di scontri, anche armati, avvenuti in Sicilia tra il febbraio 1945 e il gennaio 1946, tra i separatisti riuniti nel Movimento per l’Indipendenza della Sicilia e nella loro organizzazione clandestina Esercito Volontario per l'Indipendenza della Sicilia, con il sostegno della banda di Salvatore Giuliano e di quella dei Niscemesi, e il Governo italiano. I coinvolti godettero dell'amnistia dello Stato italiano del giugno 1946.

## Storia

### Contesto
Il 12 febbraio 1944 il generale alleato sir Harold Alexander acconsentiva a trasferire la Sicilia sotto la giurisdizione amministrativa del Governo Badoglio I del Regno del Sud pur confermando i vaghi poteri di una Commissione alleata di controllo. Immediatamente, il 13 febbraio 1944, il leader del MIS Andrea Finocchiaro Aprile pronunciava un aggressivo discorso al teatro Massimo di Palermo, nel quale accusava di tradimento le potenze vincitrici del conflitto e concludeva con le parole “se ci si vuole spingere alla lotta, noi accetteremo il combattimento a oltranza”..
L’8 marzo 1944 venne creato l’Alto commissariato per la Sicilia che Badoglio affidò al neo-prefetto Francesco Musotto, sostituito il 17 luglio successivo (con l’accusa di essere filo-separatista) dal democristiano Salvatore Aldisio. Uno dei suoi primi provvedimenti fu la rimozione del filoseparatista Lucio Tasca dall’incarico di sindaco di Palermo, nominato dagli alleati. Lo stesso avvenne, uno alla volta, in tutti i comuni nei quali era stato nominato un sindaco indipendentista. Aldisio arrivò perfino a togliere al MIS la libertà di parola e di stampa che invece concedeva largamente ai partiti del CLN. A quelle decisioni Finocchiaro Aprile rispose con una indignata lettera al capo del governo Ivanoe Bonomi, cui lo legava una vecchia amicizia personale.
Nonostante i divieti, il 19 ottobre 1944 il MIS poté celebrare il suo primo congresso nazionale. Ma mentre i lavori e le riunioni erano in corso all’albergo Belvedere di Taormina (in quell’occasione vennero espulsi dalla sala alcuni esponenti di un movimento che auspicava l’annessione della Sicilia agli Stati Uniti d’America), scoppiavano a Palermo gravissimi disordini. In via Maqueda i manifestanti tentarono l’assalto al palazzo della prefettura, e il viceprefetto Pampillonia (preso dal panico) chiese l’intervento dell’esercito. Giunsero sul posto scaglioni del 139º fanteria che, vistisi sopraffatti dalla folla, aprirono il fuoco ad altezza d’uomo e lanciarono alcune bombe a mano. Le vittime furono alcune decine: Aldisio parlò alla stampa di 19 morti e 108 feriti. 
Sulla scorta di ciò, il 23 ottobre 1944, Finocchiaro Aprile incontrò presso la Clinica Rindone di Catania il professor Antonio Canepa, reduce dall’esperienza come partigiano antifascista in Toscana e già agente segreto britannico, a cui venne affidato il compito di organizzare una milizia separatista, con lo scopo di fiancheggiare con la lotta armata l’azione politica del MIS. Nel frattempo sempre a Catania, il 14 dicembre, il municipio fu invaso e dato alle fiamme nel corso di un tumulto nel quale perse la vita un dimostrante colpito da un proiettile di moschetto in dotazione ai carabinieri

### La stagione dell'EVIS

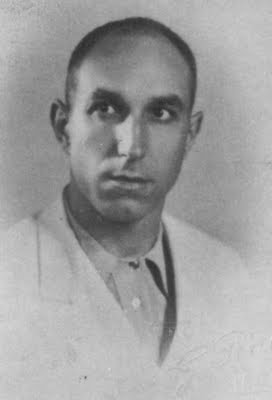
Antonio Canepa, primo comandante dell’EVIS

Così nacque questa formazione paramilitare clandestina denominata l'EVIS, nel febbraio del 1945 a Catania. Organizzato in gruppi, fu inizialmente formato da circa cinquanta giovani; si riuniva e operava in clandestinità. Secondo un rapporto dell’ispettorato generale di Pubblica Sicurezza per la Sicilia, indirizzato al procuratore militare del regno, i giovani reclutati dall’EVIS furono oltre 2300. La concezione militare si basava sulle convenzioni internazionali, e in particolare sulla seconda conferenza internazionale dell'Aja che ammetteva, sì, che la guerra potesse essere condotta dai civili, a condizione però:
- che avessero alla loro testa un comandante responsabile;
- che portassero un'uniforme o un segno distintivo ben riconoscibile a distanza;
- che portassero apertamente le armi;
- che si attenessero alle leggi e agli usi di guerra[4].

La prima azione avvenne il 24 maggio 1945, quando, alla testa di sessanta militanti, Canepa si spostò a Cesarò, area strategica per potervi allestire un campo di addestramento al confine di quattro province (Messina, Palermo, Catania, Enna) e occupò una caserma del 
Corpo Forestale. Contestualmente gli indipendentisti cercarono supporto internazionale, pur non trovandolo, inviando un memoriale alle Nazioni Unite riunitesi per la conferenza di San Francisco che riportava come data il 31 marzo 1945, 663º anniversario dei Vespri Siciliani.
La reazione delle autorità italiane alla costituzione dell'EVIS fu chiaramente avversa. E così, identificato con facilità il principale campo dell’EVIS sito in località Sambuchello, venne dato ordine al generale Orazio Fiumara di attaccarlo in forze. L’operazione fu condotta in data 30 maggio 1945 con l’impiego di oltre mille uomini appartenenti alle divisioni Aosta e Sabauda. Avevano persino l’appoggio dei carri armati che però, data la natura del terreno, non potevano trovare utile impiego. Ma la sorpresa non funzionò poiché i giovani separatisti furono avvertiti da Attilio Castrogiovanni appositamente recatosi sul posto.
Fallito il piano d’attacco a Samuchello le autorità italiane decisero di colpire l’EVIS privandolo del suo comandante. E così il 17 giugno 1945, nei pressi di Randazzo, Antonio Canepa rimase ucciso insieme ad altri due guerriglieri (Carmelo Rosano e Giuseppe Lo Giudice) in un conflitto a fuoco contro i carabinieri . Contemporaneamente militari del Battaglione misto “Aosta” di Catania, della Divisione sicurezza interna "Sabauda", raggiunsero il campo di addestramento di Cesarò e l'occuparono. Con la sua morte l'EVIS subì uno sbandamento. A capo dell'EVIS, dopo la morte di Canepa, ci fu inizialmente Attilio Castrogiovanni e dopo il suo arresto in luglio, Concetto Gallo.
Gallo divise i militanti in quattro reparti, ciascuno di circa 150 uomini:
- Brigata "Rosano";
- Brigata “Turri”;
- Brigata “Canepa”;
- Brigata “Giudice”.

Un mese dopo l’eccidio di Randazzo, il 19 luglio 1945, in uno scontro con alcuni malfattori che a scopo di rapina si servivano di uniformi e bandiere dell’EVIS, restava ucciso sul monte Soro il giovane indipendentista Francesco Ilardi.
Nel settembre del 1945 numerosi mafiosi, fra cui Calogero Vizzini, Giuseppe Genco Russo, Michele Navarra, Francesco Paolo Bontate, Gaetano Filippone, e il diciassettenne Tommaso Buscetta, confluirono nel MIS nel corso di una riunione a casa del barone latifondista Lucio Tasca e decisero di utilizzare i gruppi di banditi che battevano la campagna per rimpinguare il loro braccio armato, l'EVIS.
Intanto la situazione si faceva sempre più delicata. Si accentuava, all’interno del MIS, lo spostamento di alcuni esponenti verso posizioni federaliste. A ciò faceva contrasto l’intransigenza di altri esponenti (tra cui Guglielmo Paternò di Càrcaci, Stefano La Motta e Rosario Cacopardo) che affermavano: “Autonomie e decentramenti, sono cose alle quali fingono di credere coloro che aspirano a cariche e prebende: noi vogliamo l’indipendenza!”. Gli altri, invece, nel settembre 1944 incontravano Vittorio Emanuele Orlando a Bagheria, e gettavano le basi per una soluzione federale dei problemi siciliani e di altre regioni d’Italia. Ma lo stesso progetto federalista non andò in porto, boicottato a Roma da quasi tutti i partiti del CLN. Nel frattempo al governo sale Ferruccio Parri con il quale, al contrario di Ivanoe Bonomi, Finocchiaro Aprile non aveva di certo un buon rapporto.
Quando, quasi in segno di sfida, il 22 luglio visitò Palermo accompagnato da Salvatore Aldisio, Mario Scelba e Ugo La Malfa, Parri si trovò a percorrere strade deserte e fiancheggiate da porte e finestre che, in segno di disprezzo, erano state ermeticamente chiuse e listate a lutti con drappi neri. Irritato, tenne a Palazzo d’Orleans un impulsivo discorso nel quale sostenne che “i problemi della Sicilia non sono diversi da quelli della Lombardia, del Piemonte o di qualsiasi altra regione”, e invitò dunque i siciliani a mettere da parte ogni impazienza autonomistica. A chiusura del discorso definì il Nord Italia “democraticamente superiore” al Sud, affermazione a cui fece eco uno dei presenti, subito allontanato dalla Polizia, che gli urlò “Certo, la democrazia di piazzale Loreto!”.
Il 1º ottobre Finocchiaro Aprile e Varvaro vennero arrestati a Palermo. I due arrestati furono inviati al confino a Ponza, dove li raggiunse, arrestato a Messina, l'esponente indipendentista Francesco Restuccia, ritenuto erroneamente dalle autorità capo dell'EVIS. La stampa nazionale approvò l'arresto, ma va segnalata la voce solitaria de La Voce Repubblicana che, il giorno seguente, commentò in prima pagina: "Il Movimento per l'Indipendenza della Sicilia, dopo un periodo esplosivo e quasi istintivo, avrebbe potuto evolversi verso un orientamento repubblicano e federalista: arrestare questa naturale evoluzione con le manette è stato politicamente stupido". Mentre a Roma si avvicinava la caduta del governo Parri, che il 10 dicembre sarebbe stato sostituito da Alcide de Gasperi, l’EVIS occupava il paese di Falcone e, disarmati i carabinieri, obbligava il sindaco di nomina prefettizia a distribuire alla popolazione festante le derrate dell’ammasso.
Il 29 dicembre 1945 nelle montagne intorno a Caltagirone ci fu l'ultimo scontro a fuoco, detto Battaglia di San Mauro, tra circa 60 militanti dell'Evis e i reali carabinieri, insieme con militari della divisione Sabauda. La battaglia avvenne a sorpresa, nel corso delle trattative, a Roma, tra i capi separatisti e le autorità italiane, con la mediazione di Vittorio Emanuele Orlando e di esponenti del Vaticano (lo stesso Pio XII ebbe un incontro riservato con Lucio Tasca). L'attacco, in netta superiorità numerica, fu condotto dalle autorità italiane in un modo che Concetto Gallo definì "confuso". In effetti l'attacco di Fiumara, condotto col favore della nebbia mattutina e appoggiato dal fuoco di mortai e dalla presenza di un aereo da ricognizione (che si abbassò una sola volta a mitragliare) non riuscì a scalfire le difese eviste. L'unico successo di Fiumara fu la cattura di tre separatisti, tra cui lo stesso comandante Concetto Gallo. Ciò segnò la fine della guerriglia separatista e lo scioglimento dell'Evis.

### L'arruolamento delle bande

Il bandito Salvatore Giuliano, nel 1945 tra le file dell'EVIS

Contemporaneamente i dirigenti separatisti Attilio Castrogiovanni e Lucio Tasca vollero coinvolgere il banditismo siciliano e si dedicarono all’arruolamento dei banditi, e nel maggio 1945 Castrogiovanni incontrò Salvatore Giuliano, di Montelepre, fuorilegge che veniva definito il Robin Hood siciliano, il quale riuscì a conquistare alcune stazioni dei Carabinieri..
La guerriglia consisteva infatti in particolare in imboscate contro le pattuglie dei Carabinieri. Giuliano fu insignito del grado di "tenente colonnello" dell'EVIS.
Al progetto partecipò anche Calogero Vizzini di Villalba (che capì insieme ad altri mafiosi quali Giuseppe Genco Russo, Michele Navarra e Francesco Paolo Bontate che supportarono inizialmente la causa separatista) il quale assoldò la crudele Banda dei Niscemesi, comandata da Rosario Avila e Salvatore Rizzo (i quali verranno uccisi in conflitti a fuoco contro le forze dell'ordine), e incominciò la guerriglia.
Per contrastare la guerriglia separatista, il 29 settembre 1945, con un decreto legislativo luogotenenziale del principe Umberto di Savoia, fu costituito l'Ispettorato generale di Pubblica sicurezza in Sicilia, con una forza di 1 123 elementi, di cui 760 dell'Arma dei Carabinieri e il resto del Corpo delle Guardie di Pubblica Sicurezza, e al comando di un ispettore generale di P.S., alle dirette dipendenze del Ministero dell'Interno.
Il 16 ottobre 1945 la “banda dei niscemesi” di Rosario Avila attaccò una stazione di carabinieri di Niscemi uccidendo tre militari. Nello stesso periodo Giuliano assalì e occupò le stazioni di Pioppo, Montelepre, Borgetto, Falcone e per due volte tentò l’assalto al deposito di munizioni di Villagrazia.
La caserma dei Carabinieri di Bellolampo il 26 dicembre 1945 fu attaccata una prima volta da una cinquantina di uomini di Salvatore Giuliano, che la devastarono.
Nel gennaio 1946 la banda Giuliano attaccò la sede della Radio di Palermo.
Il 10 gennaio 1946 la banda "Avila" aveva sequestrato il personale della stazione carabinieri di Feudo Nobile, nelle campagne di Gela, e gli otto militari catturati vennero trucidati il 28 gennaio. Il 16 marzo il corpo del capobanda Rosario Avila verrà ritrovato sulla strada, freddato con due colpi di fucile. Anche l'altro capo della banda dei niscemesi, Salvatore Rizzo, verrà trovato morto il 19 febbraio 1947.

### Rientro nella legalità e amnistia
Nel febbraio 1946 il Movimento Indipendentista Siciliano decise di rientrare nella legalità e di partecipare alle elezioni per l'Assemblea Costituente della Repubblica Italiana del successivo giugno. Nonostante ciò, il 7 marzo 1946 l'Ispettorato generale di Polizia diramò un elenco di altre persone (oltre a quelle già fermate) da arrestare per cospirazione politica e insurrezione armata contro i poteri dello Stato, fra cui figuravano anche Guglielmo Paternò di Carcaci, Giuseppe Tasca e Rosario Cacopardo. Assente invece dall'elenco fu il boss di Villalba Calogero Vizzini, sul quale lo stesso documento affermava che nessuna responsabilità risultasse a suo carico. Contemporaneamente il separatismo, che dai sondaggi e dai rapporti delle questure risultava ancora dotato di largo consenso, decrebbe rapidamente con il riconoscimento dello statuto speciale siciliano concesso dal re Umberto II il 15 maggio 1946, 17 giorni prima del referendum istituzionale del 2 giugno che trasformerà l'Italia in Repubblica, e divenne poi parte integrante della Costituzione Italiana (legge costituzionale n. 2 del 26 febbraio 1948). Contestualmente alle elezioni per la Costituente il MIS elesse 4 deputati: Andrea Finocchiaro Aprile, Antonino Varvaro, Attilio Castrogiovanni e Concetto Gallo. Iniziava così la fase autonomista della Sicilia, inaugurata dalle parole che De Gasperi pronunciò a Palermo, dove affermò "È con un certo senso di invidia che vengo a parlarvi di autonomia, io che ho tanto combattuto per un'altra autonomia regionale. Oggi il decreto per l'autonomia siciliana è un fatto compiuto. Molti trovano che è poco, qualcuno trova che è troppo. Non è né poco né molto: è un quadro, una cornice. Più che il decreto vale l'applicazione pratica. Dipende da voi. Lo statuto è fatto. l'autonomia, la vita autonoma, dipendono dalla vostra volontà e dal vostro lavoro".
Con l'amnistia del 1946 per i reati politici ormai certa, gli ultimi separatisti lasciarono la lotta armata già dal febbraio 1946. Alcuni, non fidandosi, cercarono rifugio all'estero, persino nella Legione Straniera come l'evista Tommaso Panebianco (di Riposto), che ne divenne sergente e morì in Indocina.

### L'ultimo banditismo
La banda Giuliano continuò invece a compiere sequestri di persona e attacchi contro le caserme dei carabinieri e le leghe contadine, con le imprese di Giuliano che non riguardarono più, nemmeno formalmente, la guerriglia filoseparatista, ma semplici atti di criminalità; in questo periodo Giuliano stringe accordi con Cosa Nostra per averne protezione, e in cambio organizzò 42 sequestri.

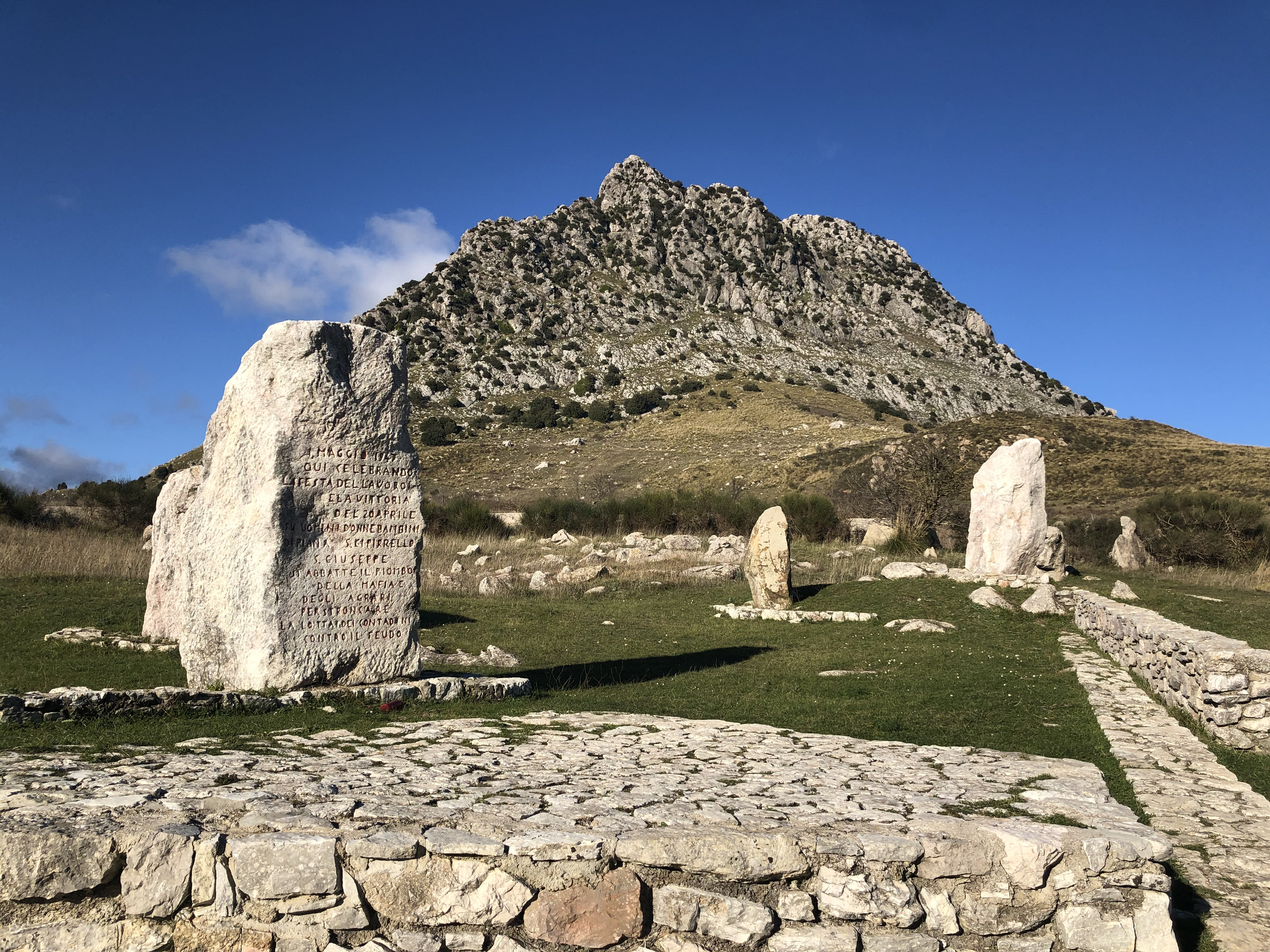
Monumento in memoria delle vittime della Strage di Portella della Ginestra

Nel gennaio del 1947, Giuliano rilasciò un’intervista a un giornalista americano e gli affidò una lettera destinata al presidente Truman. Nella missiva, si formulava la singolare richiesta di accogliere la Sicilia nell’Unione, come 49º membro degli USA, e a tal fine si prometteva la completa eliminazione del comunismo dall’isola.
Il 1º maggio 1947 compì la Strage di Portella della Ginestra, provocando 14 morti tra contadini e braccianti, e il 19 agosto 1949, la strage di Bellolampo, dove morirono sette carabinieri e 11 restarono feriti, che portò alla costituzione del Comando forze repressione banditismo il 26 agosto dello stesso anno. Fu fatto il vuoto intorno a Giuliano, catturando diversi membri della banda e uccidendone sette grazie alle soffiate che venivano fatte ai carabinieri, anche dai mafiosi locali.
Il 5 luglio 1950 il ventisettenne Giuliano venne ritrovato morto nel cortile di una casa a Castelvetrano. La prima versione ufficiale fu che era stato ucciso in un conflitto a fuoco avvenuto la notte precedente con un reparto di carabinieri alle dipendenze del capitano Antonio Perenze,, poi emerse che ad uccidere il bandito era stato il suo luogotenente Gaspare Pisciotta.

## Perdite
Nel biennio di lotta al separatismo (1945-1946) e nei sei anni al banditismo in Sicilia (1945-1950) caddero in servizio:
- 4 militari dell'Esercito italiano,
- 81 dell'Arma dei Carabinieri
- 21 del Corpo delle Guardie di Pubblica Sicurezza[24]
- 1 del Corpo della Guardia di Finanza.[25]